# 阿贾·威尔逊
阿贾·里亚德·威尔逊（英語：A'ja Riyadh Wilson，1996年8月8日—），美国女子篮球运动员，2018年女子世界盃籃球賽金牌得主、2020年夏季奥林匹克运动会女子金牌得主、2022年女子世界盃籃球賽金牌得主、2024年夏季奥林匹克运动会女子金牌得主。